# Soy Noticia
Soy Noticia es un programa español del género docu-reality, que empezó a emitirse el 16 de enero de 2016 por la cadena Cuatro y que se engloba dentro del espacio Reporteros Cuatro, el cual cuenta también con programas como 21 días y Conexión Samanta.

## Sinopsis
El programa es similar a estos dos, y pretende mostrar distintas realidades sociales partiendo siempre del titular de periódico. Es presentado por Nacho Medina, que fue uno de los reporteros más carismáticos de Callejeros y posteriormente dirigió Frank de la jungla. Cada semana el programa se centraba en cinco historias distintas que habían sido noticia en los medios de comunicación.

## Programas y audiencias
| Programa | Título                      | Día de emisión       | Audiencia      |
| -------- | --------------------------- | -------------------- | -------------- |
| 1        | El primer cíborg del mundo  | 16 de enero de 2016  | 848 000 (5,0%) |
| 2        | Muñecas vivientes           | 23 de enero de 2016  | 828 000 (5,1%) |
| 3        | Pareja transexual           | 30 de enero de 2016  | 780 000 (4,8%) |
| 4        | Experimento social          | 5 de febrero de 2016 | 817 000 (4,5%) |
| 5        | Furries: animales humanos   | 14 de marzo de 2016  | 587 000 (6,5%) |
| 6        | Stop al bullying            | 21 de marzo de 2016  | 644 000 (6,9%) |
| 7        | La resaca eterna de Magaluf | 28 de marzo de 2016  | 688 000 (6,5%) |
| 8        | Un Ken de carne y hueso     | 4 de abril de 2016   | 525 000 (5,2%) |

## Audiencia media de todas las ediciones
| Edición                         | Fecha | Cadena | Espectadores | Cuota |
| ------------------------------- | ----- | ------ | ------------ | ----- |
| Soy noticia (Primera temporada) | 2016  | Cuatro | 741 000      | 5,6%  |